# Lycastris austeni
Lycastris austeni är en tvåvingeart som beskrevs av Enrico Adelelmo Brunetti 1923. Lycastris austeni ingår i släktet Lycastris och familjen blomflugor. Inga underarter finns listade i Catalogue of Life.